# Еднодневки
Еднодневките (Ephemeroptera) (от на гръцки: еphemeros или еднодневен и на гръцки: pteron или крило) са разред дребни животни от клас Насекоми (Insecta).
Смята се, че притежават много характеристики на най-ранните летящи насекоми, сред които дълга опашка и крила, които не се сгъват плътно до тялото. Възрастните им форми (имаго) са водолюбиви, а нимфите (ларвите) им живеят в сладководни басейни.
Включва над 3420 вида от 23 семейства. В България се срещат 102 вида от 15 семейства.

## Особености и морфология
Фасетните очи на насекомото са изпъкнали, а на челото му се намират 3 прости очи. Антените на главата му са къси, четинковидни. У имагото устните органи са силно редуцирани, а храносмилателният му канал е запълнен с въздух.
Крилата на еднодневките имат гъсто, мрежесто жилкуване. В покой (когато не лети) те се прибират вертикално над тялото. Предният чифт крила са големи, а задният - малки, овални, при някои видове напълно редуцирани. Предните крака на имагото са удължени. Коремчето му е съставено от 10 сегмента. На края на коремчето обикновено има 2 дълги церки, като при някои видове се среща и трети централен, намиращ се между тях, нишковиден израстък (филамент). Полетът на еднодневките е бавен. Състои се от издигания, последвани от спускания, подпомагани от нишковидните придатъци на коремчето, които имат балансираща роля при летенето.

## Размножаване и жизнен цикъл
Имагото се среща винаги около сладка вода, но в тази форма еднодневките съществуват за кратко време - докато оплодят и снесат яйцата. Снасят ги във водата. Ларвите са хищни или се хранят с детрит. Дишат с трахейни хриле, разположени отстрани на коремчето. Развиват се от 1 до 3-4 години и линеят 30 или повече пъти в течащи или застояли води. В послединя етап от развитието си, ларвата  се превръща в субимаго, което прилича на имагото, но е с по-мътни крила, по-къси предни крака и коремни придатъци. След няколко часа субимагото линее и се превръща в имаго, което не се храни. Живее от няколко часа до няколко дни (откъдето и идва името на тези насекоми). През това време се извършва оплождане, снасят се яйцата и имагото умира.

## Семейства
Разред Ephemeroptera (Еднодневки)
- Подразред Pannota
  - Надсемейство Ephemerelloidea
    - Ephemerellidae
    - Leptohyphidae
    - Tricorythidae

  - Надсемейство Caenoidea
    - Neoephemeridae
    - Baetiscidae
    - Caenidae
    - Prosopistomatidae
- Подразред Schistonota
  - Надсемейство Baetoidea
    - Siphlonuridae
    - Baetidae
    - Oniscigastridae
    - Ameletopsidae
    - Ametropodidae

  - Надсемейство Heptagenioidea
    - Coloburiscidae
    - Oligoneuriidae
    - Isonychiidae
    - Heptageniidae

  - Надсемейство Leptophlebioidea
    - Leptophlebiidae

  - Надсемейство Ephemeroidea
    - Behningiidae
    - Potamanthidae
    - Euthyplociidae
    - Polymitarcydae
    - Ephemeridae
    - Palingeniidae